# Karla Souza
Karla Olivares Souza (Ciutat de Mèxic, 11 de desembre de 1985) és una actriu mexicana, principalment coneguda per la seva interpretació de Laurel Castillo a la sèrie de televisió de l'ABC How to Get Away with Murder.

## Biografia

### Primers passos
Souza va néixer a Ciutat de Mèxic, filla de pare xilè i mare mexicana. De petita va viure a Aspen (Colorado), fins que va fer 8 anys. Va estudiar interpretació al Centro de Educación Artística, escola reconeguda dirigida pel gegant audiovisual mexicà Televisa, a Ciutat de Mèxic. També va estudiar a França, participant en una companyia de teatre professional que va fer una gira pel país europeu. Va fer l'audició i va ser seleccionada per participar en el programa caçatalents francès "Star Academy"; no obstant, després de rebre una oferta per entrar en una de les millors escoles d'interpretació londinenques, la Central School of Speech and Drama, va declinar la seva participació en el programa francès. El 2008 es va graduar en Interpretació. Poc abans d'acabar els seus estudis a Londres va guanyar el premi CCP, atorgat a la millor promesa femenina de Londres. També va ser escollida per viatjar a Moscou, amb Anatoly Smilianski, per realitzar un curs d'actuació intensiu. Amb 22 anys va tornar a Mèxic per iniciar la seva carrera interpretativa a la televisió i el cinema.

### Carrera interpretativa
El 2009 va debutar en la televisió participant a la telenovel·la mexicana Verano de amor, on interpretava Dulce Maria. Posteriorment també apareixeria a les sitcoms Los Héroes del Norte i La Clinica. Al món del cinema va aparèixer a From Prada to Nada i, el 2013, en dos èxits de taquilla mexicans: Nosotros los Nobles i Instructions Not Included.
El 2014 Souza va traslladar-se a Los Angeles per participar en pel·lícules i sèries de televisió angloparlants. Així, va coprotagonitzar la sèrie nord-americana, produïda per Shonda Rhimes, How to Get Away with Murder, on interpretava l'estudiant de dret Laurel Castillo. El febrer de 2015 Souza va aparèixer a la portada de la revista Women's Health.

## Filmografia

### Cinema
| Any  | Títol                       | Paper                  | Notes                                                                                             |
| ---- | --------------------------- | ---------------------- | ------------------------------------------------------------------------------------------------- |
| 1993 | Aspen Extreme               | Kimberly               |                                                                                                   |
| 2010 | El efecto tequila           | Ana Luisa              |                                                                                                   |
| 2011 | From Prada to Nada          | Lucy                   |                                                                                                   |
| 2012 | Suave patria                | Roxana Robledo         | Premi ACE a la millor actriu novella                                                              |
| 2013 | 31 días                     | Mayra                  |                                                                                                   |
| 2013 | Me Late Chocolate           | Moni                   |                                                                                                   |
| 2013 | Nosotros los Nobles         | Bárbara Noble          | Premi a la millor actriu del Pantalla de Cristal Film Festival Diosas de Plata a la millor actriu |
| 2013 | Instructions Not Included   | Jackie                 |                                                                                                   |
| 2014 | El Crimen del Cácaro Gumaro | Supper Burrows Manager |                                                                                                   |
| 2014 | The Jesuit                  | Collie                 |                                                                                                   |
| 2015 | Sundown                     | Ashley Lopez           |                                                                                                   |
| 2016 | ¿Qué culpa tiene el niño?   | Maru                   |                                                                                                   |
| 2017 | Jacob's Ladder              | Annie/Angel            |                                                                                                   |

### Televisió
| Any          | Títol                       | Paper                | Notes                             |
| ------------ | --------------------------- | -------------------- | --------------------------------- |
| 2008         | Terminales                  |                      | Episodi: "Espejismos"             |
| 2009         | Verano de amor              | Dana Villalba Duarte | 120 episodis                      |
| 2010         | Persons Unknown             | Dosette              | Episodi: "And Then There Was One" |
| 2010-2011    | Los Héroes del Norte        | Prisca               | 36 episodis                       |
| 2011         | Niño Santo                  | Lucia                | 23 episodis                       |
| 2012         | La Clinica                  | Maripily Rivadeneyra | Habitual                          |
| 2014–present | How to Get Away with Murder | Laurel Castillo      | Habitual                          |